# Puente Quebrado, Veracruz
Puente Quebrado är en ort i Mexiko.   Den ligger i kommunen Cuitláhuac och delstaten Veracruz, i den sydöstra delen av landet, 260 km öster om huvudstaden Mexico City. Puente Quebrado ligger 351 meter över havet och antalet invånare är 197.
Terrängen runt Puente Quebrado är platt åt nordost, men åt sydväst är den kuperad. Terrängen runt Puente Quebrado sluttar österut. Runt Puente Quebrado är det ganska tätbefolkat, med 134 invånare per kvadratkilometer. Närmaste större samhälle är Cuitláhuac, 6,7 km norr om Puente Quebrado. Trakten runt Puente Quebrado består till största delen av jordbruksmark.